# Gymnogeophagus labiatus
Gymnogeophagus labiatus es una especie de peces de la familia Cichlidae.

## Morfología
Los machos pueden llegar alcanzar los 12 cm de longitud total.

## Distribución geográfica
Se encuentran en Sudamérica: Brasil y Uruguay.